# Gerard Zerbolt van Zutphen
Gerard Zerbolt van Zutphen (Zutphen, 1367 - Windesheim, 3 december 1398) was een mystieke schrijver en een van de eerste Broeders van het Gemene Leven, een broederschap binnen de katholieke hervormingsbeweging van de Moderne Devotie. Er zijn verschillende varianten van zijn naam bekend: 'Gerardus de Zutphania', 'Gerardus Zutphaniensis', 'Zerbold van Zutphen', 'Gerhard Zerbolt von Zutfen', 'Gerardus Zerboltus', etc.

## Leven
Zerbolt werd in 1367 in een welvarende familie in Zutphen geboren, dat toen onderdeel uitmaakte van het Hertogdom Gelre. Daar genoot hij zijn eerste onderwijs. Nadat hij elders aan één of meer Latijnse scholen (vermoedelijk die van Praag of Parijs) had gestudeerd, begon hij tussen 1383 en 1385 te studeren aan de Latijnse school in Deventer.
In navolging van van Geert Grote begon Zerbolt zijn devote leven van studie, meditatie en gebed. Zelfs binnen de door 'eenvoudig leven, verheven denken' gekenmerkte gemeenschap, viel Zerbolt op door zijn toewijding aan de godsdienstwetenschappen en de afstand die hij nam van het puur aardse leven. Hij was priester en raadgever voor zijn medebroeders en stond bekend als 'zuil van het huis'.
Zerbolt kwam te wonen in het Heer Florenshuis van Florens Radewijns en werd bibliothecaris en kopiist, wat goed paste bij zijn liefde voor boeken. Hij zette zich actief in voor de erkenning van de Moderne Devotie, die in die jaren nogal veel weerstand opriep. Hij maakte daarbij gebruik van zijn kennis van de theologische ethiek en het canonieke recht. Toen Radewijns er niet was, nam Zerbolt zijn verantwoordelijkheden als rector waar.
In juni 1398 joeg de pest de meeste Broeders, waaronder Zerbolt, weg uit Deventer. Tot november konden ze terecht in Amersfoort, maar daar werd hun rechtmatigheid regelmatig aangevallen door de plaatselijke geestelijken. Niet lang na zijn terugkeer naar Deventer reisde Zerbolt naar het Benedictijner klooster bij Dickninge in Drenthe om daar met de geleerde abt Arbold te overleggen over de aanvallen. Op de terugweg op 3 december brachten Zerbolt en een kameraad (broeder Amilius) de nacht door in 't klooster Windesheim onder Zwolle. Daar werd hij ernstig ziek, waarschijnlijk door een pestaanval, en stierf binnen een paar uur op 31-jarige leeftijd. Vanwege zijn hoge status begroeven de kanunniken van Windesheim hem direct op een ereplek in hun eigen kapel, voordat de Broeders uit Deventer zijn lichaam konden ophalen. Zijn levenswandel werd, samen met die van andere grondleggers van de Moderne Devotie, opgetekend door Thomas a Kempis in het vierde boek van de Dialoog met novicen.

## Werken
Zerbolt heeft in zijn betrekkelijk korte leven veel geschreven. Zijn bekendste werken zijn De Reformatione virium animae (Over de hervorming van de krachten van de ziel) en De spiritualibus ascensionibus (Van geestelijke opklimmingen). In deze werken legt Zerbolt de nadruk op een spirituele omwenteling die plaats moet vinden, zodat de mens zijn leven in het teken van Christus stelt. De werken waren populair bij volgers van de Moderne Devotie, en werden al vroeg naar de volkstaal vertaald en herdrukt aan het eind van de 15e eeuw. Ook de bekende theoloog Thomas a Kempis en kerkhervormer Maarten Luther spreken in positieve zin over het werk van Zerbolt.
Verder schreef Zerbolt een uitgebreide verdediging van de Moderne Devotie in Super modo vivendi devotorum hominum simul commorantium (Over de leefwijze van samenwonende devote mannen). Hij verdedigde het lezen van Bijbelvertalingen en theologische teksten in de volkstaal in De libris teutonicalibus (Over volkstalige boeken).